# Taifa de Albarracín

Localização da Taifa de Albarracín

A taifa de Albarracín ou de Sala foi um pequeno reino de taifa estabelecido em torno do município de Albarracín (Aragão) e da sua serra pela dinastia berbere dos Banu Razine— pertencente à tribo dos huaras — chegados à Península Ibérica com a conquista de Tárique e estabelecidos em Córdoba no século VIII.

## Século XI
Originalmente, a linhagem berbere dos Banu Razine, assentaram-se na corte do Emirado de Córdova, para posteriormente assentar-se entre a serra de Albarracín os Montes Universales. Nesta região estabeleceram um senhorio que, nem sempre submetidos ao domínio de Córdova, afiançou-se como taifa independente com a chegada ao poder de Abu Maomé Hudail ibne Alasla ibne Razine ao redor de 1010, por causa da decomposição do Califado de Córdova; se bem que nominalmente reconheciam-se súditos dos efêmeros califas durante a fitna de alandalus Hixame II e Solimão Almostaim, quem reconheceu os domínios de Hudail ibne Razine.

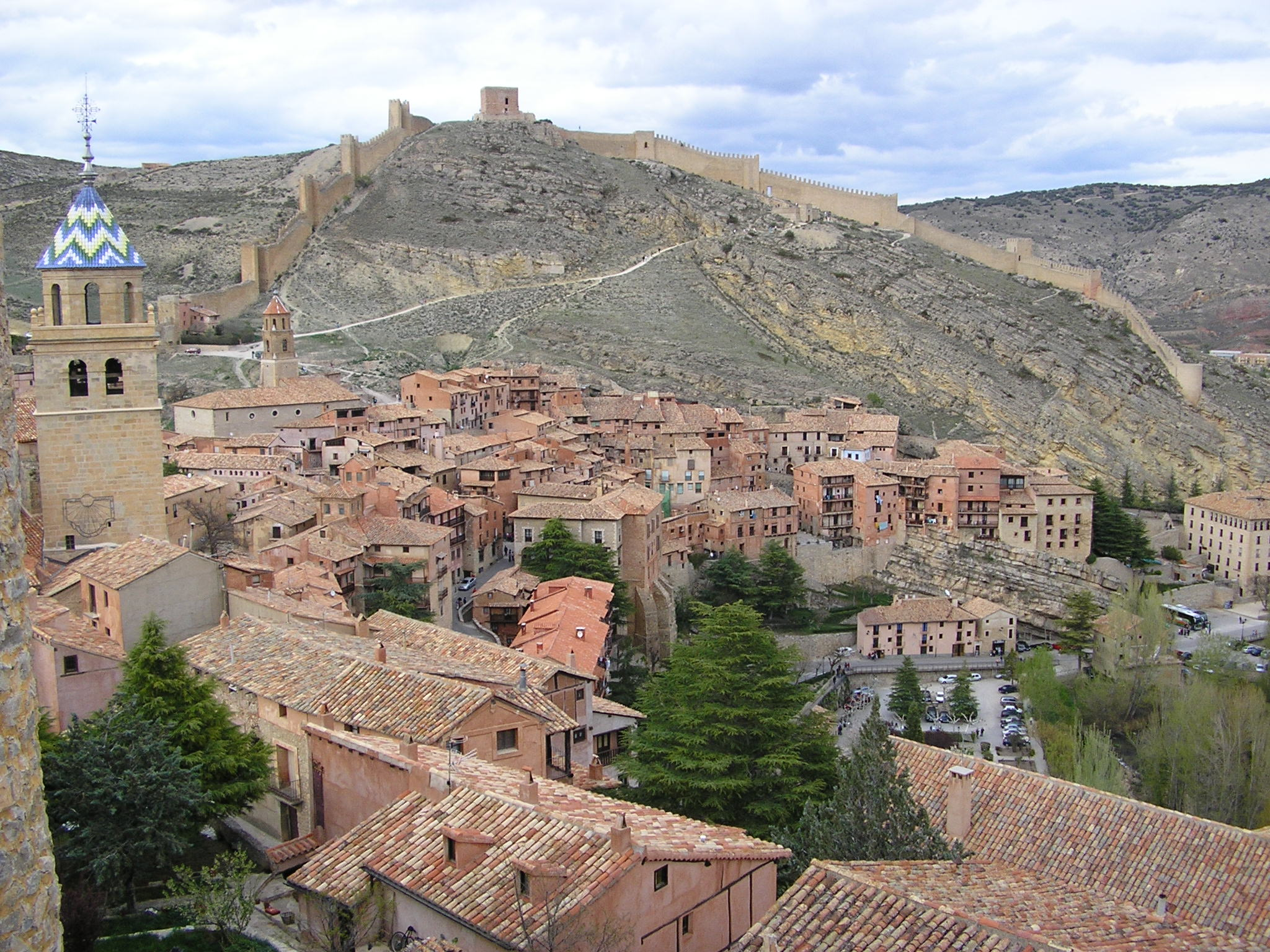
Vista de Albarracín desde o castelo, antigo alcácer muçulmano

A taifa de Albarracín ocupava aproximadamente a parte de sudoeste da atual província de Teruel, e os seus domínios estenderam-se até Calamocha e Pancrudo a norte, Gúdar e Jarque a leste, Camarena de la Sierra e Teruel ao sudeste, e Castielfabib a sul; ocupando as bacias do rio Alfambra, o Guadalaviar e o alto Jiloca para norte até Monreal del Campo e Poyo del Cid.
Hudail e os seus descentes, os Banu Razine, dominaram a taifa até a sua extinção, embora o primeiro monarca de Albarracín devesse de se enfrentar com as ambições dos Tuíbidas e Hudidas de Saragoça, que pretenderam anexar o pequeno reino. Apesar da prosperidade e firmeza de Hudail para estender a sua taifa na primeira metade do século XI, certas fontes aludem à sua excessiva dureza e até mesmo crueldade. O certo é que a Taifa de Albarracín assentou-se durante trinta anos numa encruzilhada política muito complicada, entre as poderosas taifas de Saragoça e Toledo e próxima e relacionada à desejada taifa de Valência.
Hudail I foi sucedido por Abedal Maleque em 1045, que se viu obrigado a pagar párias a Afonso VI de Leão e Castela para manter a sua autonomia até 1086, ano em que, com a derrota do rei castelhano-leonês na Batalha de Zalaca, Abedal Maleque deixou de lhe pagar párias. Contudo, em 1090 chegaria El Cid a estas terras, às que fez tributárias. Frente da negativa de Abedal Maleque a pagar as párias ao Campeador, este decidiu conquistar Albarracín e unir a sua mesnada as tropas de Abedal Maleque com o objeto de aunar forças para assediar Valência em 1094.
Mas sem finalizar o seu apoio ao Cid no assédio de Valência, Abedal Maleque passou a unir-se aos almorávidas com objeto de reconquistá-la para o islão, somando-se à iniciativa de outros aliados, como os reis taifas de Lérida, Tortosa ou Alpuente. Por esta razão Abedal Maleque foi atacado e derrotado pelo Cid em Quart.

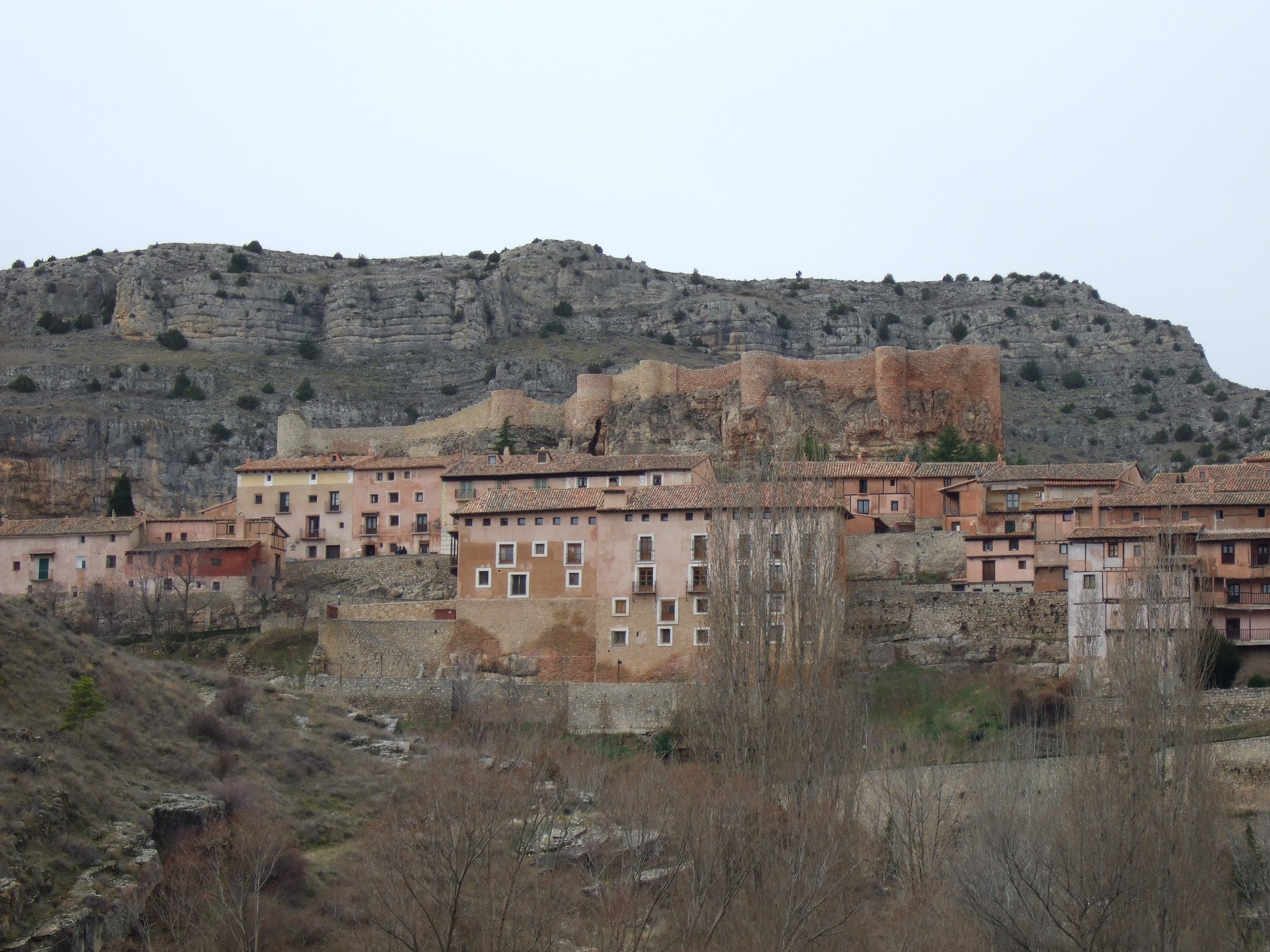
Vista da medina murada (chamada atualmente castelo) de Albarracín

Abedal Maleque foi sucedido por Iáia Haxim Daulá em 1103, derrocado pelo governador almorávida de Valência Abu Abedalá Maomé ibne Fátima em abril de 1104, com o que a Taifa de Albarracín perdia a sua independência no contexto do período das primeiras taifas. A partir de então, os Banu Razin mudaram-se para Valência.

## Século XII
Uns sessenta anos depois, por volta de 1170, Abu Abedalá Maomé ibne Sade ibne Mardanis, conhecido pela alcunha de Rei Lobo, traspassou o território ao Senhor de Estella, Pedro Ruiz de Azagra, possivelmente fruto do pagamento pelos serviços prestados pelo rei de Navarra. Deste jeito foi estabelecido o senhorio de Santa María de Aben Razin (Senhorio de Albarracín), um território soberano encravado entre o Reino de Castela e o Reino de Aragão em mãos de um feudatário do Reino de Navarra.